# Comprar, tirar, comprar
Comprar, tirar, comprar es el título de un documental dirigido por la alemana Cosima Dannoritzer, sobre obsolescencia programada, es decir, la reducción deliberada de la vida de un producto para incrementar su consumo.

## Producción
La directora Cosima Dannoritzer quería investigar y separar los hechos de la ficción de las varias leyendas urbanas que había oído como son: las bombillas eternas, los coches que funcionan sin gasolina, en donde la historia siempre terminaba con una conspiración, la desaparición del inventor o del aparato.
Es una coproducción de Article Z (Francia) y Media 3.14 (Barcelona), cofinanciada por varias televisiones: Arte (Francia), TVE y Televisió de Catalunya.

## Contenido
El documental de 75 / 52 minutos revela por qué los productos que compramos duran cada vez menos.
La versión extendida de este documental de setenta y cinco minutos añade nuevas historias y nuevos ejemplos de obsolescencia programada. Son unos veinte minutos más que la versión original.

## Resumen objetivo
El documental comienza cuando Marcos se da cuenta de que una pieza de su impresora falla y de como en todos los establecimientos a los que acude le recomiendan comprar una nueva. Si hubiese aceptado, hubiera sido otra de las víctimas de la obsolescencia programada, el motor secreto de nuestra sociedad de consumo, pero sin embargo intenta arreglarlo y descubre un vídeo que explica que el fallo de su impresora fue provocado por un microchip contador explicándonos al final como consiguió repararlo..
Toda esta historia de la obsolescencia programada comenzó con las bombillas. En el 1925, se crea Phoebus, que controlaba toda la producción de bombillas e ideaba un plan para sostener a la economía, bajando la vida útil de las bombillas a 1000 horas multando severamente a los fabricantes del cartel que no cumplieran esa norma. Para mantenerse en la sombra, iban cambiando de nombre continuamente.
También nos habla de las linternas, fabricadas para que la bombilla y la pila duren lo mismo y del Ford T, que era un coche rudo pero fiable y de como los de Chevrolet, salen con unos coches más bonito pero menos fiables, vendiendo muchos más. También nos cuenta como tras el crack del 29, Bernard London se opone al New Deal con un sistema de obsolescencia programada obligatoria, pero nunca se llevó a la práctica, sino que apareció unos años después la obsolescencia percibida, en la que se persuade al cliente a comprar algo que no necesita, pero “sin obligarle”. Sigue narrando varios ejemplos como el de las medias Dupont, creadas con un nailon muy resistente pero que enseguida se vuelven a fabricar frágiles.
En lo que respecta a la lucha contra la obsolescencia programada, destacan los hermanos Neistat, que fueron por las calles tachando a los de Apple de diseñar las baterías para fallar. Un grupo genera una demanda colectiva, pero al final no se lleva a juicio, sin embargo ambas partes llegan a un acuerdo donde Apple se dedicará a ofrecer servicios de reemplazo y ampliar la garantía de los productos. Casi al final del documental nos comenta sobre el desecho ilegal de los residuos en Ghana, de como venden productos de segunda mano cuando no funcionan y de como algunos luchadores como Mike Anane, que etiqueta los residuos por origen para llevarlo a juicio, intentan parar este sistema de economía. El documental termina con las nuevas propuestas de economía sostenible y con el decrecimiento, para los más radicales.

## Productos mencionados en el documental
El documental menciona los siguientes productos que fueron diseñados con Obsolescencia programada:
- En 1924, se crea el cartel mundial denominado Phoebus, integrado por las empresas Philips, Osram y Lámparas Z, con el objetivo de producir lámparas incandescentes de mil horas de vida útil, que por aquel año duraban dos mil quinientas horas, intercambiando para ello patentes y fijando, en 1929, multas en francos suizos para los miembros del cartel que no acataran la resolución. Para 1932, los miembros del cartel ya habían cumplido con su objetivo.[3]

- En 1940, Dupont crea una fibra sintética revolucionaria: el nailon, un producto que es muy resistente con el que no se hacían carreras; sin embargo, debido a que no se iban a vender muchas medias Dupont, da indicaciones de que los hombres de la sección de diseño volvieran a hacerlo usando fibras que no son tan fuertes, para crear algo más frágil que se rompiera, y así las medias no duraran tanto.

- En 2003, las baterías de la primera generación de ipods duraban alrededor de dieciocho meses, a lo cual la empresa respondía que los usuarios deberían comprar un iPod nuevo, porque Apple no ofrece baterías de recambio. La abogada Elizabeth Pritzker presenta una demanda colectiva, conocida como: Westley contra Apple basado en una investigación de documentos técnicos, se descubrió que la batería había sido diseñada desde un principio para tener una vida corta. El caso no se llevó a juicio, sin embargo, se llega a un acuerdo entre ambas partes y Apple determina en proveer servicios de reemplazo y además, se extendió la garantía del producto a dos años.

En la versión extendida del documental se añadieron nuevos productos con Obsolescencia programada que son los siguientes:
- En la década de 1930, la empresa General Electric escribe una carta diciendo que había que rebajar la vida de las linternas, para que las bombillas de la linternas duraran casi lo mismo que las pilas.

- Cuando salió al mercado el modelo T de Ford, se vio que era muy rentable porque era barato y muy fiable, y duraba mucho tiempo, pero la General Motors apuesta por lo contrario con el nuevo Chevrolet: hacerlo más bonito que el modelo T, para venderlo más, pero duraba menos y era menos fiable. Ello trajo consigo la retirada del modelo T de Ford en 1927.

## Consecuencias de la Obsolescencia Programada
- En el documental se ve cómo todos los equipos sobrantes del mundo son descartados en Ghana ilegalmente. Pero se saltan esta prohibición diciendo que son de segunda mano y llegan al país bajo este pretexto.

- También se ve cómo se dice que, si seguimos este modelo de consumismo, llegará el día en el que nos quedemos sin recursos.

## Movimientos en contra de la Obsolescencia Programada
Ya se están creando movimientos en contra de la Obsolescencia Programada, como, por ejemplo:
- Los hermanos Neistat hicieron una campaña informando de que las baterías del Ipod de Apple no duraban más de dieciocho meses y no había manera de cambiar la batería, porque Apple no vendía baterías de repuesto. Entonces una abogada se interesó por el caso y denunció a Apple por el caso de las baterías. La justicia le dio la razón a la abogada y Apple creó un servicio de venta de baterías de repuesto para el Ipod y aumentó la duración de la garantía a veinticuatro meses.

- El activista medioambiental Mike Anane creó una base de datos con etiquetas y contactos de todas las empresas que mandan los residuos tecnológicos a Ghana, para poder así denunciar a todas estas empresas.

- Warner Philips, descendiente de la dinastía de los fabricantes de bombillas, creó, después de cien años de la aparición del cartel de la bombilla, una bombilla L.E.D. que tiene una duración de veinticinco años.

- Michael Braungart, químico y coautor de De la cuna a la cuna,  ayudó a rediseñar el proceso de fabricación de una fábrica de tejidos de Suiza, creando una sustancia biodegradable para la fabricación de tejidos.

- Los críticos más radicales de la Obsolescencia Programada sostienen que no basta con reformar los procesos productivos, sino que es preciso replantear la economía y nuestros valores. Esta revolución se llama decrecimiento.

## Personajes que aparecen en el documental
- Serge Latouche, economista y profesor de la Universidad de París, defensor del sistema económico del decrecimiento, que propone reducir nuestra huella del despilfarro, sobreproducción, y sobreconsumo.

- Michael Braungart, químico y coautor de De la cuna a la cuna, en donde propone que la industria debería imitar el ciclo virtuoso de la naturaleza, el cual no produce desechos, sino nutrientes. Por ejemplo, creando productos biodegradables.

- Marcos López, técnico informático. Los problemas de este barcelonés con una impresora son el hilo conductor de Comprar, tirar, comprar

- Casey Neistat, videoartista. Él y su hermano pusieron contra las cuerdas a Apple con la realización de un corto de denuncia sobre la corta vida útil de las baterías del iPod.

- Elizabeth Pritzker, abogada. Oyó hablar del vídeo de los Neistat y decidió demandar a Apple. Su idea se extendió por Internet y captó la atención de miles de afectados.

- Mike Anane, periodista. Este ghanés lucha contra la obsolescencia programada desde el final de la cadena. Recopila información sobre los residuos que llegan a su país.

- John Thackara, diseñador y filósofo. Ayuda a gente de todo el mundo a compartir ideas de negocios y de diseño más sostenibles.

- Warner Philips, bisnieto de los fundadores de Philips. Plantea alternativas desde el mundo empresarial. Fabrica una bombilla L.E.D. que dura veinticinco años

## Galardones y nominaciones
- Mejor Documental de la Academia de Televisión[4]
- Mención Especial del Jurado del Festival Internacional de Cine de Medio Ambiente, FICMA 2011[4]
- Mejor Documental de Ciencia y Tecnología en el Festival Internacional de Guangzhou (China)[4]
- Nominado en la categoría de Mejor Documental Social en Shanghai TV Festival (China)[4]
- Premio especial Maeda en el Festival Japan Prize(Japón)[4]
- Mejor Documental en los premios Ondas Internacional de Televisión 2011 (España)[4]
- Mejor documental SCINEMA 2011 (Australia).
- Mejor documental FILMAMBIENTE 2011 (Brasil).
- Finalista del Focal Irternational Awards - Londres 2011.
- Finalista del Prix Europa - Berlín 2011.